# محمد جوهر حيات
محمد جوهر حيات (1982-)؛سياسي كويتي، ونائب في مجلس الأمة الكويتي وإعلامي ومذيع ومقدم برامج كويتي سابق.

## عن حياته
التحق محمد عباس عبدالله جوهر حيات بجامعة الكويت وتخرج منها 2006 وحصل علي بكالريوس العلوم السياسية والفلسفة ، وبعد تخرجه دخل المجال الإعلامي ككاتب صحافي في الشأن السياسي والرياضي ، ثم اصبح إعلامي متخصص في اعداد وتقديم البرامج في الإذاعة والتلفزيون ، وهو حاصل على العديد من الدورات الإعلامية والصحافية داخل وخارج الكويت.

## السيرة البرلمانية
شارك في إنتخابات مجلس الأمة الكويتي 2023 وحصل على 2223 صوتًا مُحققًا المركز الثاني عشر في الدائرة الأولي وخسر ، ثم عاد وترشح في انتخابات مجلس الأمة الكويتي 2024 عن الدائرة الاولي أيضا وحصل على المركز الثالث برصيد 4134 صوت وفاز بالانتخابات.

## عضويات جمعيات النفع العام
- عضو اللجنة الإعلامية في الجمعية الكويتية لحقوق الإنسان.
- عضو لجنة الحريات في الجمعية الكويتية لحقوق الإنسان.
- عضو اللجنة الاجتماعية في جمعية الصحافيين الكويتية.
- مستشار إعلامي - الجمعية الاقتصادية الكويتية.

## مشاركات سياسية جماعية
- عضو في حملة اقرار حقوق المرأة السياسية.
- عضو في حملة نبيها خمس لإقرار قانون الدوائر الخمس وأربعة أصوات.
- عضو حملة 626 المطالبة بالحرية لمعتقلي قضايا الرأي والمهجرين.
- عضو حملة العفو الشامل عن المهجرين واصحاب الرأي.
- عضو مشروع الشباب الإصلاحي #نبيها ـ نزيهة #الإصلاح ـ السياسي ـ أولوية.

## الجوائزة والمشاركات
- حاصل على جائزة النجمة الفضية في مؤتمر الإتحاد الخليجي للإعلام الخليجي الرياضي - مسقط.
- مشارك بالعديد من المؤتمرات والملتقيات السياسية والإعلامية والرياضية والطلابية داخل وخارج الكويت .

## الوظائف
- منسق إداري - قسم العلاقات الداخلية والمعارض - إدارة العلاقات العامة بوزارة الإعلام سابقا.
- معد برامج إعلامية - قسم البرامج الثقافية والأدبية - إذاعة الكويت بوزارة الإعلام سابقا.
- منسق إداري أول - قسم العلاقات الداخلية والمعارض - إدارة العلاقات العامة بوزارة الإعلام سابقا .
- إعلامي متفرغ للعمل التلفزيوني والصحافي في مؤسسة الراي الإعلامية سابقا.
- مقدم برامج متعاون مع تلفزيون الراي سابقا.
- نائب المدير العام للشؤون الإدارية والمالية في جمعية ضاحية عبدالله السالم والمنصورية التعاونية سابقا.